# Sankt Johannes Sogn (Herning)
 For alternative betydninger, se Sankt Johannes Sogn. (Se også artikler, som begynder med Sankt Johannes Sogn)
Sankt Johannes Sogn er et sogn i Herning Søndre Provsti (Viborg Stift).
I 1955 blev Sankt Johannes Kirke (Herning) indviet, og Sankt Johannes Sogn blev udskilt fra Herning Sogn. Det havde hørt til Hammerum Herred i Ringkøbing Amt og lå fra 1913 i Herning Købstad. Den blev ved kommunalreformen i 1970 kernen i Herning Kommune.
I sognet findes følgende autoriserede stednavne:
- Kæret (bebyggelse)